# Pečice (gmina Litija)
Pečice – wieś w Słowenii, w gminie Litija. W 2018 roku liczyła 23 mieszkańców.